# Camp de concentration de Tarrafal
Pour les articles homonymes, voir Tarrafal.
Le camp de concentration de Tarrafal – ou pénitencier de Chão Bom –, situé au nord de l'île Santiago, la plus grande île du Cap-Vert, fut ouvert sous le régime salazariste, en 1936, juste après le début de la guerre d'Espagne. Le camp à peine achevé était destiné aux opposants politiques et syndicaux (Républicains, socialistes, et surtout les plus actifs, anarchistes et communistes…). 
Le camp de Tarrafal est devenu un symbole de la répression du régime de Salazar. En janvier 1946, les premières vagues de prisonniers sont libérées sous la pression populaire et la dynamique de la victoire en Europe sur le Nazisme. A sa fermeture (partielle), en 1954, 340 hommes y avaient accompli la somme de deux mille ans, onze mois et cinq jours de détention. Trente deux y étaient décédés. Les anciens détenus (Tarrafalistas) sont devenus des "héros" aux yeux des opposants au régime et du peuple portugais.

## Histoire
Le camp de Tarrafal s'est inscrit comme un élément important de la répression exercée par le régime. Ce sont les opposants les plus engagés et considérés comme les plus dangereux qui y étaient internés. 
Le 28 mai 1926, le Général Gomes da Costa renversait un régime démocratique embourbé dans une crise économique (scandale financier de la Banque d'Angola et Métropole) et politique (la montée de l'influence fasciste d'inspiration mussolinienne). 
En 1928, l'armée appelait le Professeur d'économie Antonio de Oliveira Salazar, alors député catholique et monarchiste, vers la fonction de Ministre de l'économie. En juillet 1932, Salazar prenait la totalité des pouvoirs soutenu par le monde de la finance, l'Église, les monarchistes et la majorité des officiers supérieurs de l'armée.
Pendant cette période, l'appareil répressif se mettait en place sous couvert de la PVDE (Police de Vigilance et de Défense de l'État) qui deviendrait plus tard la PIDE.
Les révoltes contre ce régime étaient nombreuses et toutes réprimées dans le sang. Le 18 janvier 1934 une insurrection populaire s'est déroulée dans tout le pays. La répression fut sanglante et les arrestations nombreuses. De nombreux dirigeants politiques et syndicaux furent arrêtés, torturés et/ou assassinés. 
Le Décret de loi n°26 539 du 23 avril 1936 était une réponse aux insurrections: « Se crée une colonie pénale pour prisonniers politiques et communs à Tarrafal, sur l'ile de Santiago, dans l'archipel du Cap Vert ». 
En 1936, Salazar coupa les relations avec la République Espagnole pour soutenir le soulèvement du Général Franco. Il permit aux Italiens et aux Allemands de passer par le Portugal pour ravitailler l'armée fasciste espagnole. Le 9 novembre sous le couvert de l'ORA les marins de trois navires de guerre (Dão, Bartolomeo Dias et Afonso de Albuquerque) se révoltèrent avec l'intention de porter secours à la République Espagnole menacée par les armées de Franco. Au sortir de la rade de Lisbonne, sur l'embouchure du Tage, l'aviation et les canons sur les berges bombardèrent les navires qui ne ripostèrent pas. Dix marins furent tués, des centaines arrêtés, soixante condamnés à des peines cumulées de 600 ans de prison.
En octobre 1936, pendant quatre jours les prisonniers politiques de divers lieux du pays, étaient rassemblés à la prison de Caxias. Le 18 octobre 1936 conduits vers les quais d'Alcantara à Lisbonne, cent cinquante cinq hommes, dont trente quatre des marins révoltés, embarquèrent sur le navire Luanda pour une destination inconnue.

### L'ouverture
Après s'être détourné par Madeira et les Açores pour y embarquer ou débarquer d'autres prisonniers, le navire mouilla dans la baie de Tarrafal, ville située au nord de l'ile de Santiago dans l'archipel du Cap Vert. A terre, les prisonniers furent conduits sur 3 km, vers un camp rectangulaire (300 x 200 mètres), entouré de hauts barbelés et protégé par des miradors. Au centre de cette enceinte siègaient une douzaine de tentes en toile. Dans chaque tente, s'alignaient deux rangées de six à sept lits. Au cours des deux années qui suivirent, dans l'attente des hébergements en dur, les toiles se craquelèrent sous la brulure du soleil, moisirent sous la pluie et se déchirèrent sous le vent.
Le premier directeur, le Capitaine Manuel dos Reis, embarqué aux Açores, accueillit les détenus par un discours, cité par l'ensemble des témoignages: « Qui entre par ce portail perd tous ses droits et doit seulement accomplir ses devoirs. Qui vient à Tarrafal vient pour mourir ». L'appellation officielle du camp était « Colonie pénale », l'histoire lui attribuera le nom de « Camp de la mort lente ». 
Les mauvaises conditions de détention étaient extrêmes. La totalité des prisonniers contracta le paludisme, souffrit des fièvres, de la soif, de la faim, des sévices et de la torture. Les colis étaient détournés par certains directeurs, tous militaires, agents de la PVDE. Les médicaments et moustiquaires, envoyés par les familles, étaient confisqués par le médecin du camp le Docteur Esmeralda Pais Prata, qui les revendait dans son officine en ville.
Malgré ces conditions, les prisonniers dépassèrent une part des clivages politiques. Républicains, anarchistes, communistes établirent une solidarité remarquable. Les communistes étaient les plus actifs et certainement les mieux organisés. Ils constituaient également la grande obsession des autorités .
Raconter l'histoire du camp ce serait raconter les méfaits des différents directeurs et de leurs sbires, mais surtout ce serait narrer le courage de ces prisonniers dont certains se distinguèrent par leurs actions: les tentatives d'évasion , le soutien des uns envers les autres, les enseignements et l'utilisation, quelquefois géniale, des compétences individuelles, les jours passés debout entre les fers barbelés, les semaines passées dans la terrible "frigideira" (poile à frire), le travail forcé de la "Brigada Brava" (Brigade sauvage). Ce sont les ouvrages de témoins directs qui permettent de découvrir dans le détail tous ces évènements. Et ces témoignages sont rarement discordants. Malheureusement ces témoignages écrits disparaissent avec le temps, les livres n'étant plus édités deviennent difficiles à trouver et ils sont rarement traduits.

### Les conditions de détention
La plaine de Tarrafal était longue d'environ trois à quatre kilomètres, entourée de monts et ouverte sur l'océan. Le climat était extrême, les sécheresses longues et fréquentes (famines de la population) et les pluies, torrentielles avec des eaux stagnantes où pullulaient des milliards de larves à moustiques. Le paludisme et la dysenterie touchaient tous les prisonniers et la plupart des gardes.
L'eau était de loin le premier souci des détenus. Il fallait aller la chercher dans le puits du Chambão (ou Chão Bom) à 700 mètres vers la mer. L'eau y était insalubre. Le puits était souvent inondé par l'océan en tempête et infesté par des bêtes crevées qui trainaient sur place. Il abreuvait aussi les autochtones affamés. L'eau transportée dans des bidons d'essence suspendus à une traverse et portée à dos d'homme était ensuite distribuée. Les rations d'eau pour la toilette dépassaient rarement une gamelle d'un litre. Pour la boire, il fallait la purifier avec les maigres moyens. Des filtres étaient fabriqués en pierre ponce (goutte à goutte), l'eau était bouillie sur des petits feux enterrés, mais il fallait payer le bois, quand cela était autorisé.
Le manque d'eau était permanent et au cours du temps, la maladie emporta trente quatre prisonniers dont les dirigeants, anarchiste Mario Castelhano en octobre 1940 et communiste Bento Gonçalves en septembre 1942. Cependant c'est au cours des deux premières années que les conditions ont été les plus violentes. Après la première tentative collective d'évasion en août 1937, la répression atteignit des sommets. Entre le 20 septembre et le 29 octobre, au cours de ce que les témoins appellent la "période aïgue", sept détenus furent emportés par les fièvres et les mauvais traitements. (Francisco José Pereira; Pedro de Matos Filipe; Francisco Domingos Quintas; Rafael Tobias; Augusto da Costa; Candido Alves Barja; Abilio Augusto Belchior).
Anecdote: Les bidons des latrines (à ciel ouvert et sans porte) devaient être vidés dans la mer à un kilomètre de marche. Antonio Bartolo n'avait pas d'odorat et cela devenait une compétence qu'il mettait au service des autres, deux fois par jour, accompagné d'un autre prisonnier, toujours sous bonne garde. Il fallait descendre les rochers et entrer dans l'eau jusqu'à la poitrine, vider les bidons au moment du reflux et s'écarter rapidement sans lâcher les récipients. Quelquefois le coup était loupé et les excréments revenaient se déposer sur les malheureux. devant les rires moqueurs des soldats restés sur la berge. Au cours de l'une de ces expéditions, Ricardo de Oliveira échappa de peu à l'appétit d'un squale.

#### A frigideira
La frigideira, la "poêle à frire", était un parallélépipède en béton exposé en plein soleil qui comprenait deux cellules identique séparées. Murs et sol intérieur étaient en béton brut, il n'y avait aucune commodité, on y dormait par terre. La porte d'accès était basse, en fer percé d'une ligne de cinq à six trous et surmontée d'un fenestron grillagé également en métal. Le jour les prisonniers cuisaient sous le soleil, la nuit ils grelotaient. A trois ou quatre il était possible de s'allonger, mais on y enfermait jusqu'à vingt détenus souvent dénudés. Les prisonniers qui ont séjourné le plus longtemps dans ce cachot sont très certainement Tomaz Ferreira Rato et surtout Gabriel Pedro qui a battu le triste record d'enfermement. Ce dernier, blessé par les coups et désespéré y a tenté de se suicider en se déchirant les veines avec un bout de fer blanc arraché à un bidon. Il a été sauvé in-extrémis par ses camarades.

#### L'Arame farpado
L'enceinte en barbelés, haute de 3 mètres, comportait à un certain endroit, une espèce de cage très étroite où l'on pouvait juste tenir debout, nu le plus souvent, exposé aux intempéries, rompu de la douleur des coups qui avaient précédé la punition. Le premier à l'avoir expérimenté semble être un garde angolais qui avait commis une faute. Il décéda des infections et du tétanos.
Par la suite, nombre de récalcitrants y ont passé des nuits et des jours entiers. (Carlos Galan, l'anarchiste qui passa en premier, Tomaz Ferreira Rato; Gabriel Pedro et tant d'autres.)
Anecdote: Le Capitaine Manuel dos Reis, a d'ailleurs été surnommé "Manel dos arames" qu'on pourrait traduire par "Manu des Barbelés"

#### Brigada Brava
Le régime n'abandonnait pas l'idée de retourner les individus (le terme utilisé était "regénérer") vers la cause de l'Ordre Nouveau de Salazar. En octobre 1938 le Capitaine João da Silva suivi de ses sbires, le Capitaine Osorio Fernandes et le sinistre Sergent Seixas prirent leurs fonctions avec la ferme intention d'une "régénération" intensive. Les résistants étaient nombreux et les prisonniers désignés pour leur résistance tant idéologique que face aux mauvais traitements furent assemblés dans une brigade de travail créée pour la circonstance.
La Brigada Brava, "Brigade Sauvage", était chargée d'effectuer les travaux de carrière et de terrassement, les plus pénibles, la journée durant, avec une surveillance constante, des rations d'eau et de nourriture minimes et très peu de moments de soulagement. Cela dura 45 jours au cours desquels tous les bagnards tombèrent tour à tour sous les coups et l'épuisement, incapables de lever un outil. La Brigada Brava cessa enfin faute de participants.
Anecdotes: Après la révolution des œillets, des poursuites furent engagées à l'encontre des tortionnaires du régime salazariste.
Le médecin Esmeraldo Pais Prata, qui exerçait dans la région de Porto après son départ de Tarrafal en 1946, s'est vu "bricolé" une réputation d'ami des pauvres et malgré de nombreux témoignages, il ne fut jamais réellement inquiété. Le Sergent Seixas qui avait exercé jusqu'en 1974, fut arrêté et jugé: quatre ans de prison et 400 escudos d'amende (en 1977 cela correspondait à 15 francs). Il effectua un an de détention et fut remis en liberté sans autre forme de procès. Le Capitaine João da Silva qui avait dirigé la prison de Caxias après son départ de Tarrafal, est mort écrasé par un camion à Lisbonne… ironie du sort… avenue de la Liberté!

### Le début de la fin
En janvier 1945 le Capitaine David Prates da Silva prit ses fonctions à la direction du camp. Il restera jusqu'à sa fermeture en 1954. Avec lui, les conditions de vie s'améliorèrent. Ce revirement des autorités dans la gestion du camp était directement lié au contexte international et par contre-coup, national. L 'avancée des troupes alliées semait le doute dans les esprits du régime, le Portugal devait trouver une place, quoique discrète, dans le concert des nations.. La découverte par les troupes soviétiques du camp d'Auschwitz, le suicide d'Hitler (avril) et la fin du conflit en mai, soulevèrent l'enthousiasme des foules à Lisbonne. Des manifestations se produisirent dans tout le pays exigeant des élections démocratiques, la libération des prisonniers politiques et la fermeture du camp de Tarrafal. Début octobre sous la pression, Salazar décrétait une amnistie partielle et promettait des élections libres. Trois prisonniers furent rapatriés pour être hospitalisés, quarante autres furent transférés vers les prisons du pays.
Pour les autres l'attente dura quelques mois. Le soir du 26 janvier 1946 des chaloupes emportaient vers le paquebot "Guiné" des groupes d'hommes enfin libres. Cinquante trois prisonniers restèrent encore pour y finir leurs peines. Ce fut le cas de Joaquim Marreiros, arrivé avec la première vague en 1936, qui y décèdera le 3 novembre 1948.
Le 1er février le navire accosta sur les quais d'Alcantara. La foule acclamait des hommes qui n'imaginaient pas l'ampleur de leur popularité.

### La fermeture
Le camp resta ouvert. Parmi les hommes libérés ces jours de janvier 1946, plusieurs y retourneront: Antonio Guerra était de ceux-là, il y décèdera le 28 décembre 1948, rompu par les années de mauvais traitements à l'âge de trente cinq ans.
Le dernier prisonnier, Francisco Miguel, resta les six derniers mois, seul prisonnier politique parmi les droits communs. Il fut rapatrié sur le continent le 26 janvier 1954.
Si on considère cette fermeture de 1954 comme définitive, ce n'est pas exact. 
Le camp a été remis en activité dans les années 1960 pour recevoir les prisonniers indépendantistes africains de l'Angola et du Mozambique, jusqu'en 1974 quand il fut définitivement fermé après la Révolution des œillets. 
En 2004 un dossier de candidature a été déposé auprès de l'UNESCO en vue de l'inscription du camp de concentration de Tarrafal sur la liste du Patrimoine mondial.
Anecdote: Les instants dramatiques vécus par ces hommes trouvent dans ces illustrations anecdotiques des moments de bravoure qui méritent d'être racontés. Lorsque les conditions s'assouplissaient, les prisonniers organisés en fonction des compétences individuelles, pouvaient sous surveillance effectuer des petits travaux rendant service à la population locale. Arrivés ici, considérés comme de terribles criminels, diabolisés pour la population, ils étaient désormais réputés pour leur respect et les services qu'ils rendaient. Le dirigeant communiste Bento Gonçalves était un ingénieur d'une habileté déconcertante. Il avait fabriqué avec les faibles moyens autorisés, une machine à glace. Il pouvait sortir, accompagné bien sûr, et aller travailler dans des ateliers équipés de machines outils à Praia, la capitale de l'ile. Un jour le directeur de la "Banco Ultramarino" acheta une nouvelle porte blindée pour la chambre forte. Elle se fermait automatiquement et les clés étaient restées à l'intérieur. Les salaires et indemnités des fonctionnaires ne pouvaient être versées. Bento Gonçalves fut convoqué et après avoir écouté ce qu'on attendait de lui, répondit qu'il n'était pas perceur de coffres forts et craignait que l'on accuse les communistes d'avoir attaqué la banque. Cependant par respect pour les travailleurs et les artisans qui attendaient leurs salaires, il voulait bien étudier le problème. En manipulant une tige métallique à l'intérieur d'un trou fait par une simple perceuse, il ouvrit la porte sans grande difficulté. Le directeur de la banque se demanda longtemps si son achat avait été judicieux.

## Anciens prisonniers (indépendantistes)
- António Jacinto, poète angolais
- José Luandino Vieira, écrivain angolais
- Luís de Matos Monteiro da Fonseca, diplomate capverdien

## Galerie

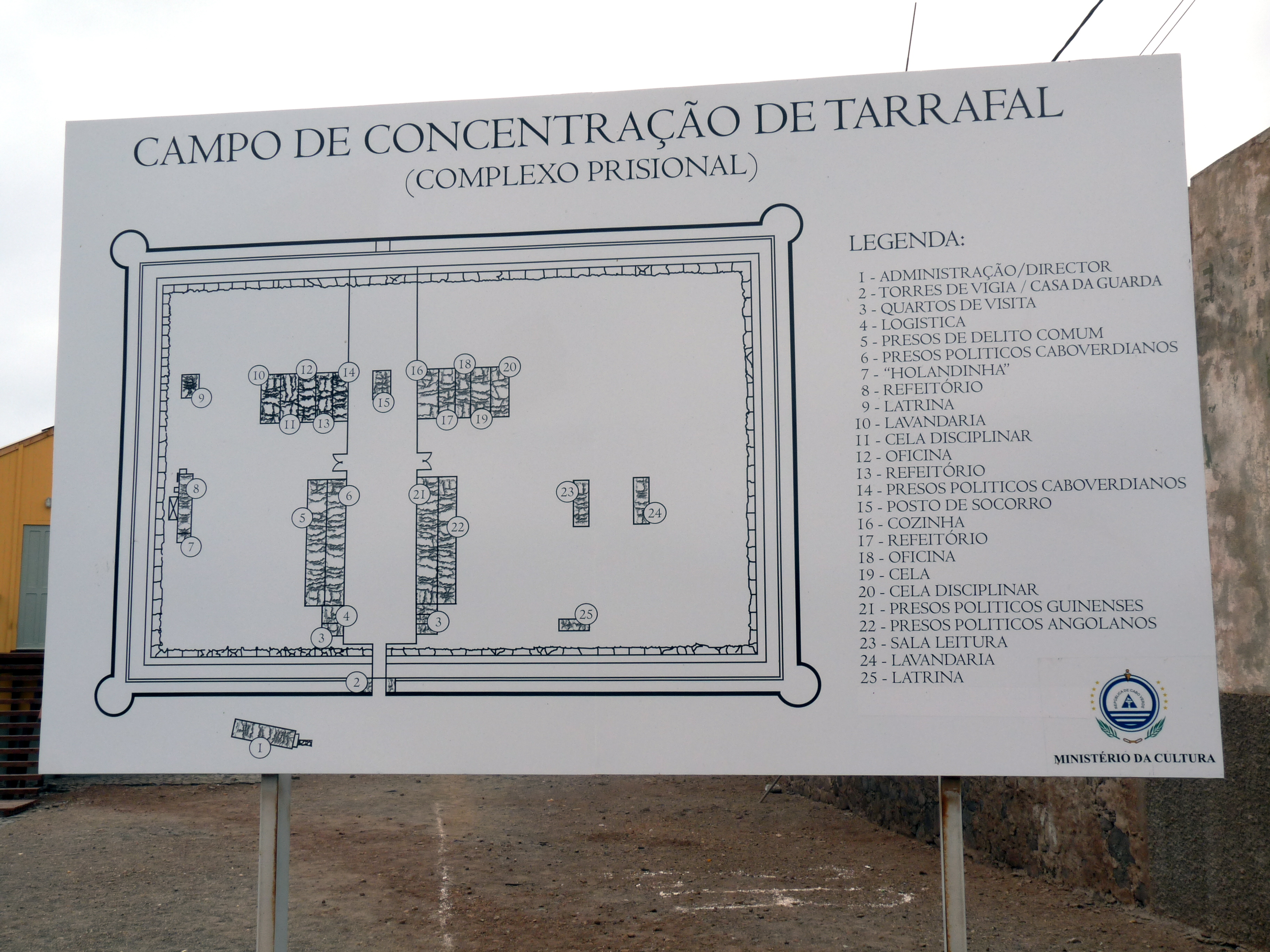
Plan du camp
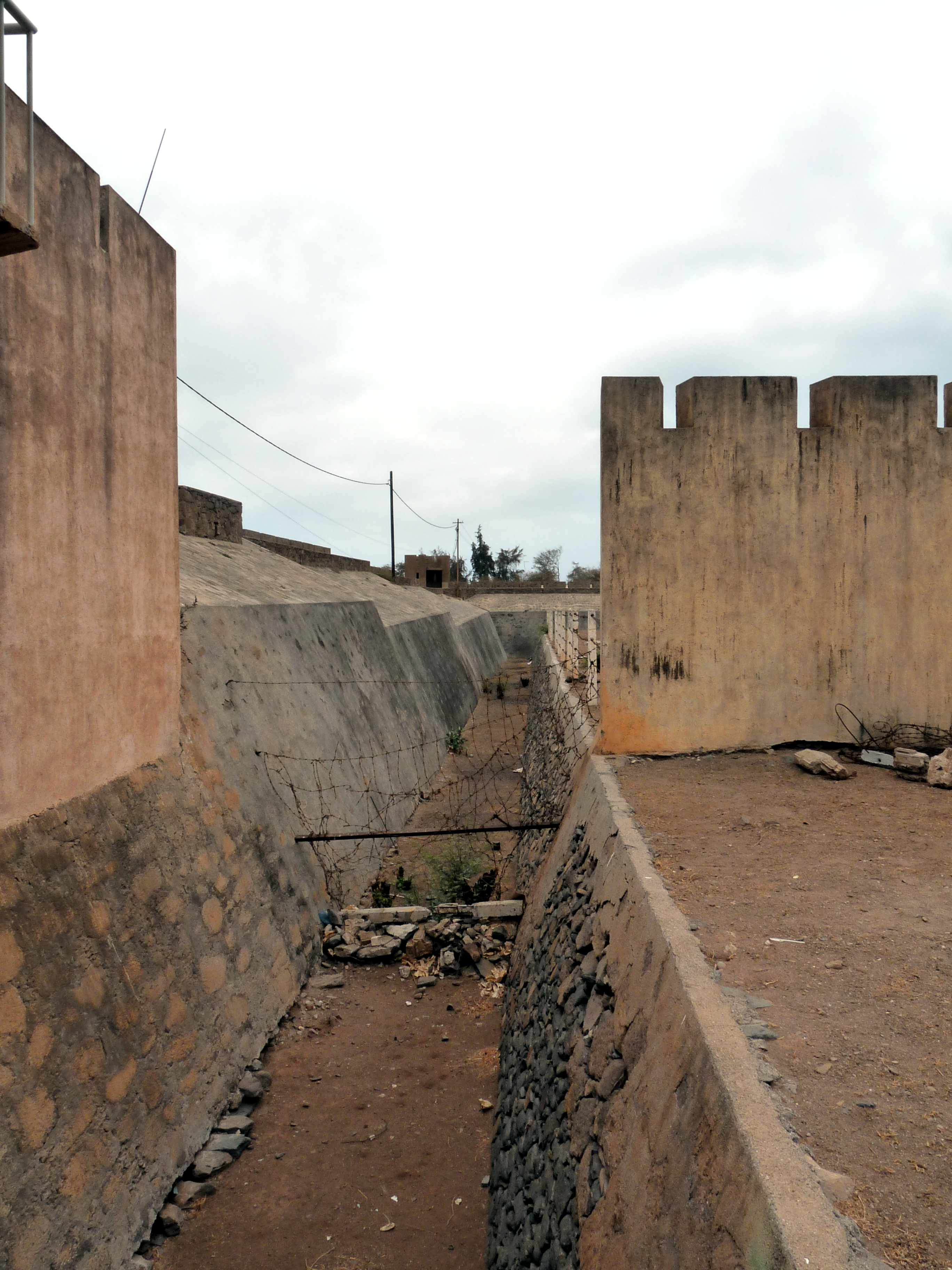
Fossés et murs de protection
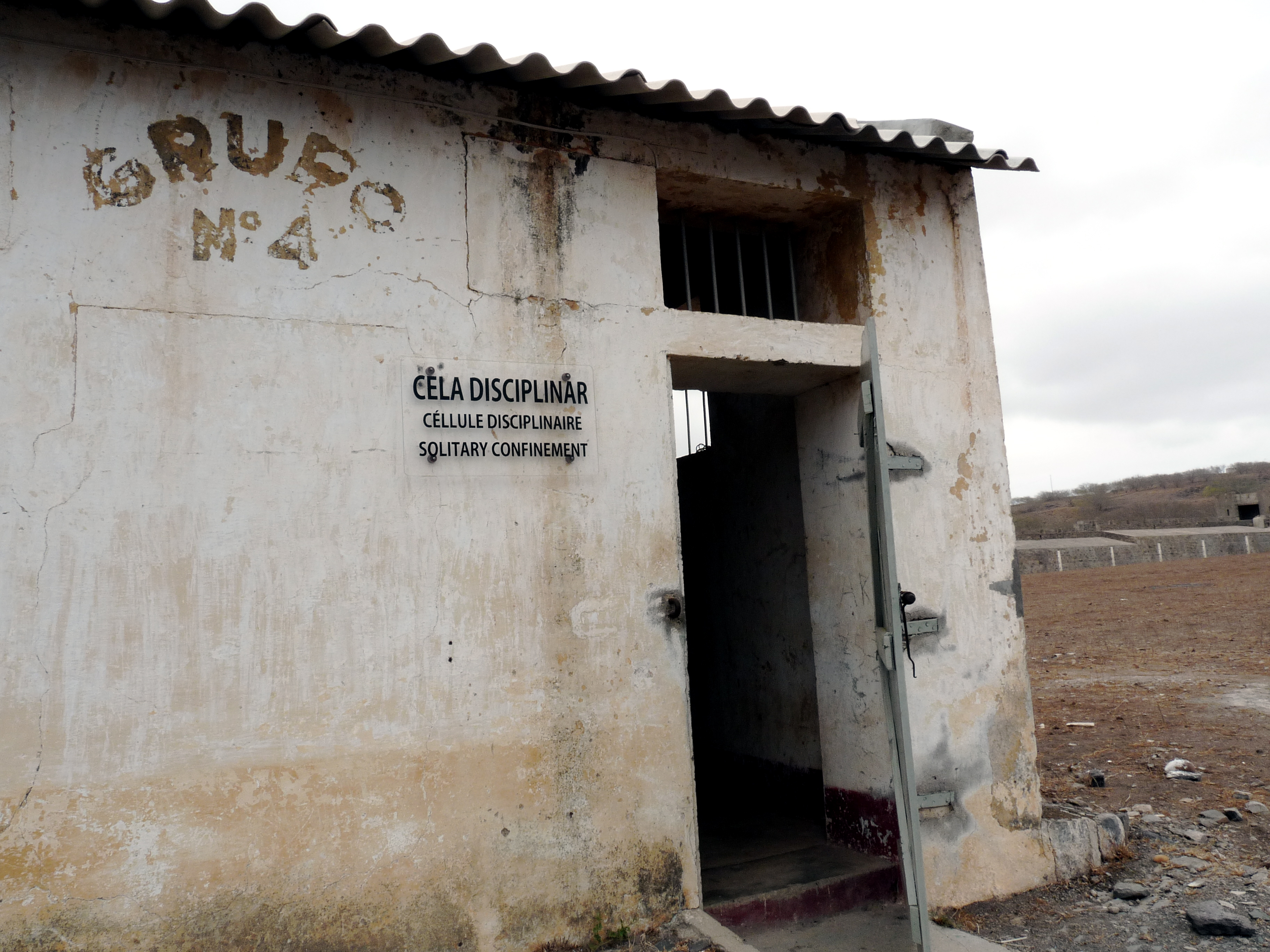
Cellule disciplinaire
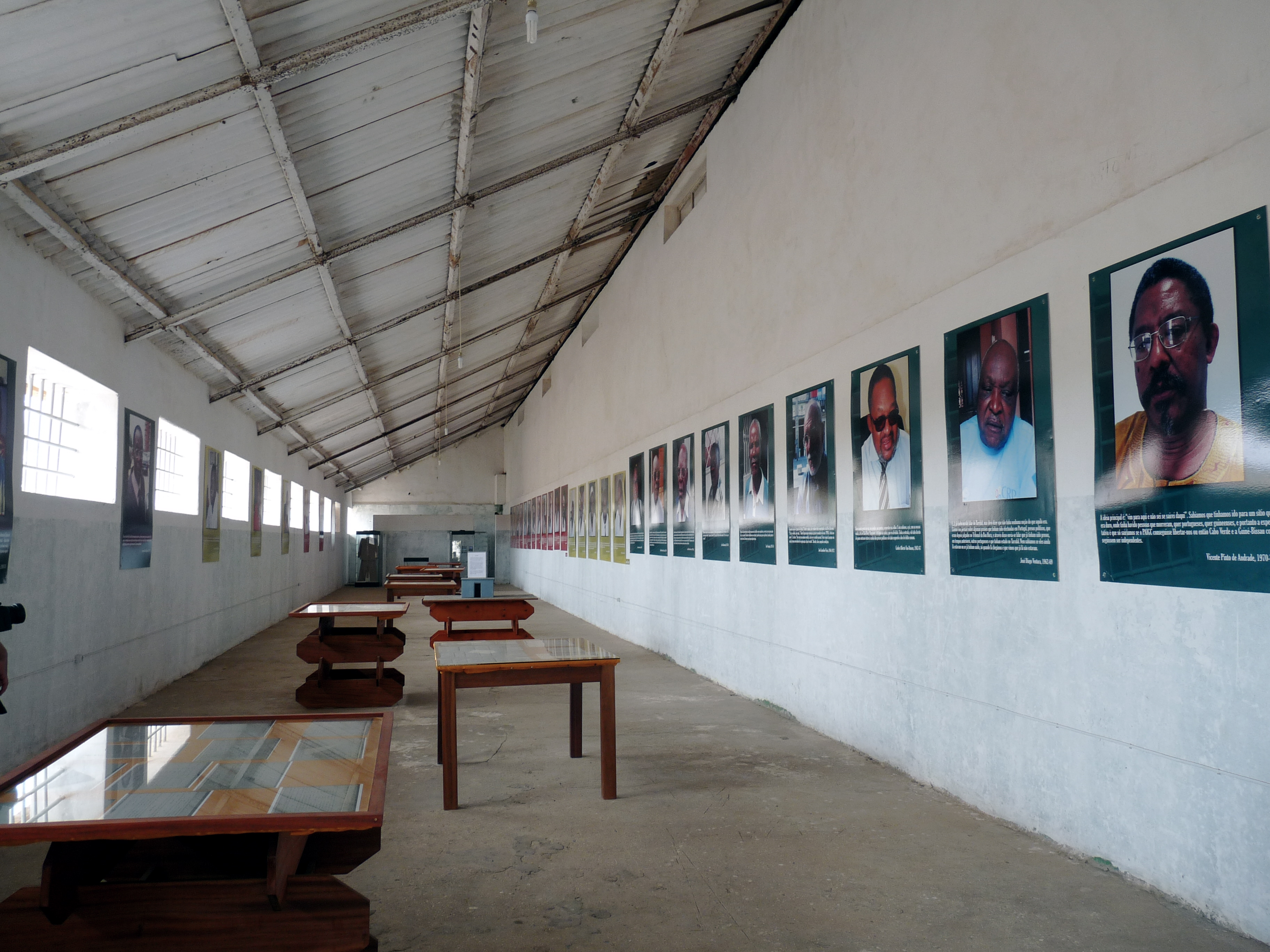
Exposition dans le pavillon des prisonniers angolais